# Croesyceiliog
Croesyceiliog est une communauté du borough de comté de la Torfaen, au pays de Galles. Il s'agit d'une banlieue résidentielle de la ville de Cwmbran située au nord-est du centre-ville.

## Démographie
Au recensement de 2011, la communauté de Croesyceiliog comptait 5 246 habitants.